# Janusz Zarenkiewicz
Janusz Zarenkiewicz (ur. 3 sierpnia 1959 w Głuchołazach) – polski bokser, występujący przez większość kariery sportowej w wadze superciężkiej, brązowy medalista olimpijski i mistrzostw Europy.

## Życiorys

### Kariera sportowa
Wychowywał się we wsi Nowy Las. Uczęszczał do szkół podstawowych w Nowym Lesie i Starym Lesie. Następnie podjął naukę w Zespole Szkół Zawodowych w Nysie na kierunku kierowca-mechanik.
W 1976 poszedł na swój pierwszy trening bokserski w Prudniku. Został zawodnikiem klubu Pogoń Prudnik, gdzie jego trenerem był Stanisław Żuchowski. Reprezentując ten klub, w 1977 na Ogólnopolskiej Spartakiadzie Młodzieży w Łodzi zdobył w wadze ciężkiej złoty medal i tytuł mistrza Polski.
W latach 1978–1983 był pracownikiem Jelczańskich Zakładów Samochodowych. Walczył wówczas w klubie Moto Jelcz Oława. W 1979, już jako zawodnik wagi superciężkiej, ponownie wywalczył złoty medal i mistrzostwo Polski. W 1981 i 1982 zdobywał kolejne złote medale i mistrzostwa w tej kategorii wagowej.
W 1983 został zatrudniony ZG „Rudna” w Polkowicach, gdzie pracował jako górnik i wydawca materiałów wybuchowych. Został zawodnikiem Zagłębia Lubin. W 1984 zdobył złoty medal i tytuł międzynarodowego mistrza Danii. W 1985 wywalczył brązowy medal na mistrzostwach Europy w Budapeszcie, a także srebrny medal mistrzostw Polski. W 1986 i 1987 ponownie zdobywał złote medale i tytuły mistrza Polski w wadze superciężkiej. W 1987 wziął udział w zawodach bokserskich Inter Cap w Hemsbach w RFN, gdzie wywalczył złoty medal, pokonując m.in. Wiaczesława Jakowlewa i Andreasa Schniedersa.
Został brązowym medalistą Letnich Igrzysk Olimpijskich w Seulu w 1988. W półfinale przegrał walkowerem (nie został dopuszczony do walki przez lekarza) z późniejszym mistrzem olimpijskim Lennoxem Lewisem. W 1989 w Łodzi ponownie zdobył tytuł mistrza Polski.
Wystąpił pięciokrotnie w reprezentacji Polski, wygrywając trzy pojedynki i dwa przegrywając. W czasie kariery sportowej stoczył 207 walk, odnosząc 168 zwycięstw, 3 remisy i 36 porażek (w latach 1976–1991).

### Po zakończeniu kariery zawodniczej
W 1994 został absolwentem Centrum Kształcenia Ustawicznego w Zielonej Górze na kierunku społeczno-prawnym. W tymże roku założył Miejski Klub Bokserski w Lubinie, w którym działał jako trener do 2000. Od 1999 do 2013 był ratownikiem górniczym. Został członkiem męskiego chóru górniczego przy Zakładach Górniczych „Lubin”. Koncertował z nim w takich krajach jak Ukraina, Czechy, Węgry, Chorwacja, Słowenia, Niemcy, Francja, Wielka Brytania, Malta i Gruzja.
Od 1994 do 2002 przez dwie kadencje był radnym miejskim w Lubinie. W 2006 w wyniku wyborów samorządowych ponownie został wybrany na radnego Lubina z komitetu wyborczego prezydenta miasta Roberta Raczyńskiego. W 2010 z listy Platformy Obywatelskiej bez powodzenia kandydował do rady powiatu lubińskiego. W 2014 został wybrany do rady gminy wiejskiej Lubin. W 2018 nie uzyskał reelekcji. W 2024 startował natomiast ponownie do rady powiatu lubińskiego.

## Odznaczenia i wyróżnienia
- Złoty Krzyż Zasługi (2003)[13]
- Tytuł honorowego obywatel Lubina (2014)[14]